# Wilhelm Zinsser

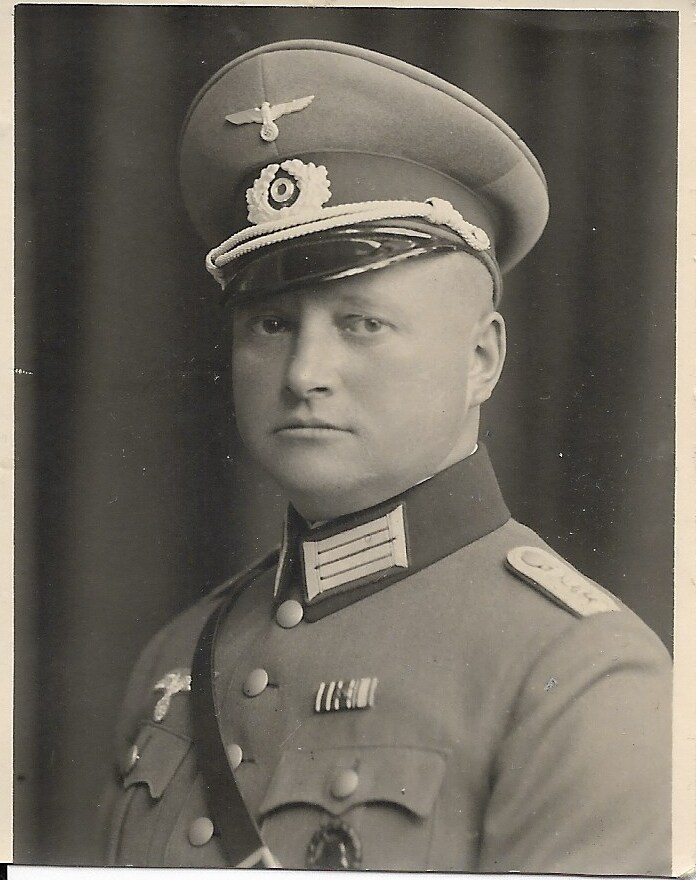
Wilhelm Zinsser 1936

Wilhelm Zinsser (* 11. April 1895 in Crumstadt; † 8. Mai 1945 in Meran) war ein deutscher Mediziner, Offizier und Politiker (NSDAP).

## Leben
Zinsser wurde als Sohn eines Obermedizinalrates und Kreisarztes geboren. Nach dem Abitur am Gymnasium in Offenbach am Main und dem Besuch der Kaiser-Wilhelm-Akademie nahm er von 1914 bis 1918 als Soldat am Ersten Weltkrieg teil. Im Anschluss setzte er seine medizinische Ausbildung fort und wurde zum Dr. med. promoviert. 1920 wurde ihm die Approbation erteilt. Er arbeitete von 1920 bis 1923 als Assistenzarzt in Hamburg und Hanau und war von 1923 bis 1934 als Praktischer Arzt tätig, zunächst in Breitenbach am Herzberg und ab 1925 in Lehre. 1923 heiratete er Gertrud Zinsser, geb. Schindel, mit der er drei Kinder (Wolfgang, Eva und Hartwig) hatte.
Zinsser trat 1926 in die NSDAP ein. Vom 16. Dezember 1931, als er für den ausgeschiedenen Abgeordneten Franz Groh nachrückte, bis 1933 war er Mitglied des Braunschweigischen Landtages. Er zog 1934 nach Braunschweig, arbeitete zunächst als Medizinalrat bei der Stadt und danach als Stabsarzt bei der Wehrmachtsstelle. Ab 1935 wirkte er als Oberarzt der Obersten SA-Führung in München. Später zog er nach Berlin. Ab 1939 nahm er als Soldat am Zweiten Weltkrieg teil. Bei Kriegsende starb er an den Folgen einer Selbstverletzung in einem Meraner Kriegslazarett. 